# سید جاسم
سیدجاسم، روستایی از توابع بخش مرکزی شهرستان اهواز در استان خوزستان ایران است.

## جمعیت نقشه روستای سید جاسم
این روستا در دهستان الهایی قرار دارد و براساس سرشماری مرکز آمار ایران در سال ۱۳۹۵، جمعیت آن ۱۴۰  نفر (۳۸ خانوار) بوده‌است.